# Уго д'Есте
Уго д'Есте (італ. Ugo d'Este; 1405 — 21 травня 1425) — італійський шляхтич. Представник Естенського дому. Народився у Феррарі, Італія. Старший позашлюбний син феррарського маркіза Нікколо III д'Есте від коханки Стелли де Толомей. За тогочасним звичаєм вважався спадкоємцем маркіза. Але близько 1423 або 1424 року вчинив перелюб зі своєю мачухою Парізіною Малатестою, законною дружиною батька. Ув'язнений разом із нею за батьківським наказом. Страчений у Феррарі через відрубання голови. Похований у Церкві святого Франциска (Феррара). Його трагічна історія лягла в основу багатьох європейських творів літератури, музики та образотворчого мистецтва.

## Сім'я
- Батько: Нікколо III д'Есте (1383—1441), маркіз феррарський, моденський і реджоський (1393—1441).
- Мати: Стелла де Толомей (?—1419), донька Джованні де Толомея.
- Єдиноутробні брати:
  - Леонелло д'Есте (1407—1450), маркіз феррарський, моденський і реджоський (1441—1450).
  - Борсо д'Есте (1413—1471), маркіз феррарський (1450—1471), моденський і реджоський (1450—1452); герцог моденський і реджоський (1452—1471); герцог феррарський (1471).

## В культурі
- «Покарання — не помста» (El castigo sin venganza, 1631), трагедія Лопе де Веги.
- «Парізіна» (1816), поема Байрона.
- «Парізіна» (1833), опера Доніцетті.
- «Парізіна» (1835), трагедія Антоніо Сомми.
- «Парізіна» (1913), трагедія П'єтро Масканьї

### Образотворче мистецтво

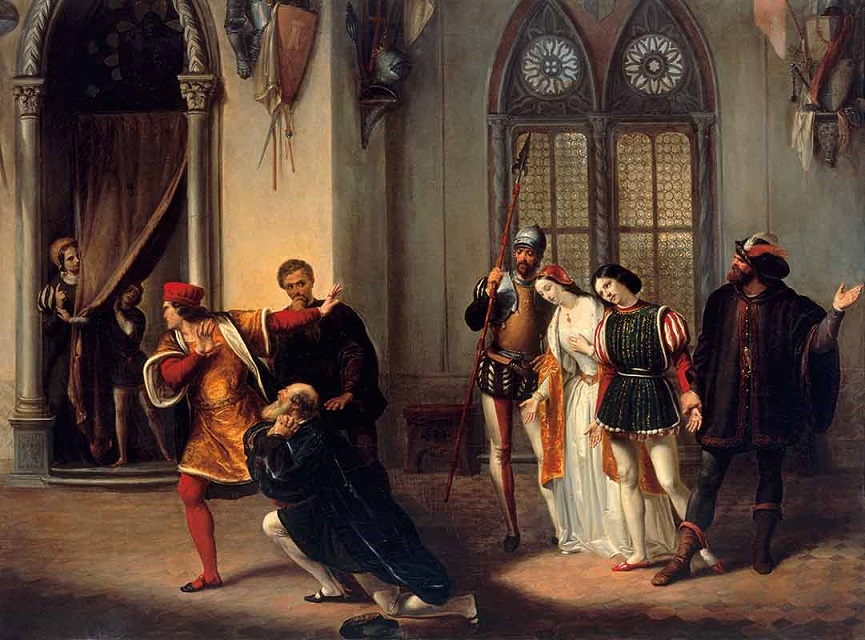
Вирок Уго і Парізіні Доменікіні, 1836
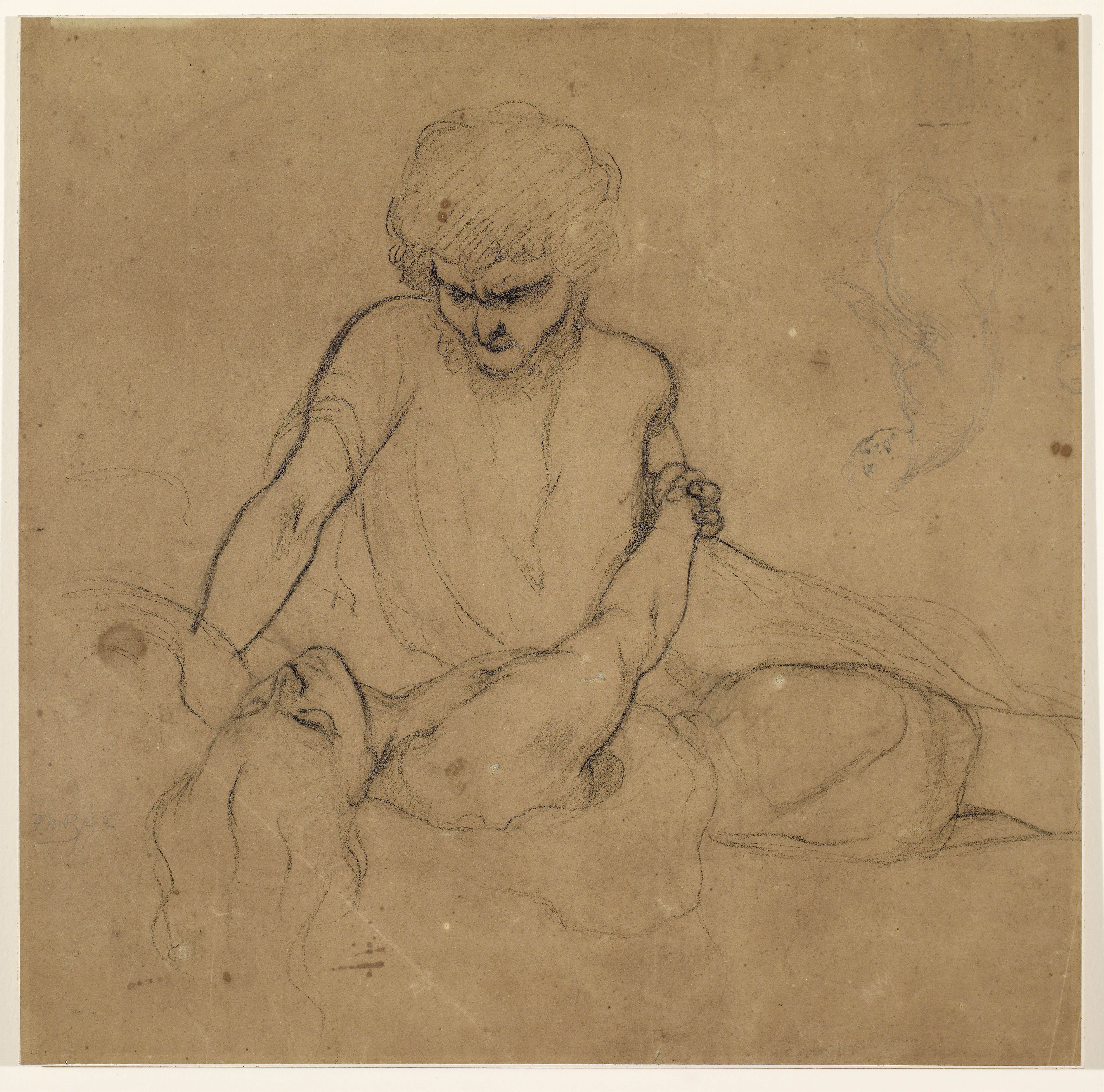
Сон Парізіни Браун, 1842
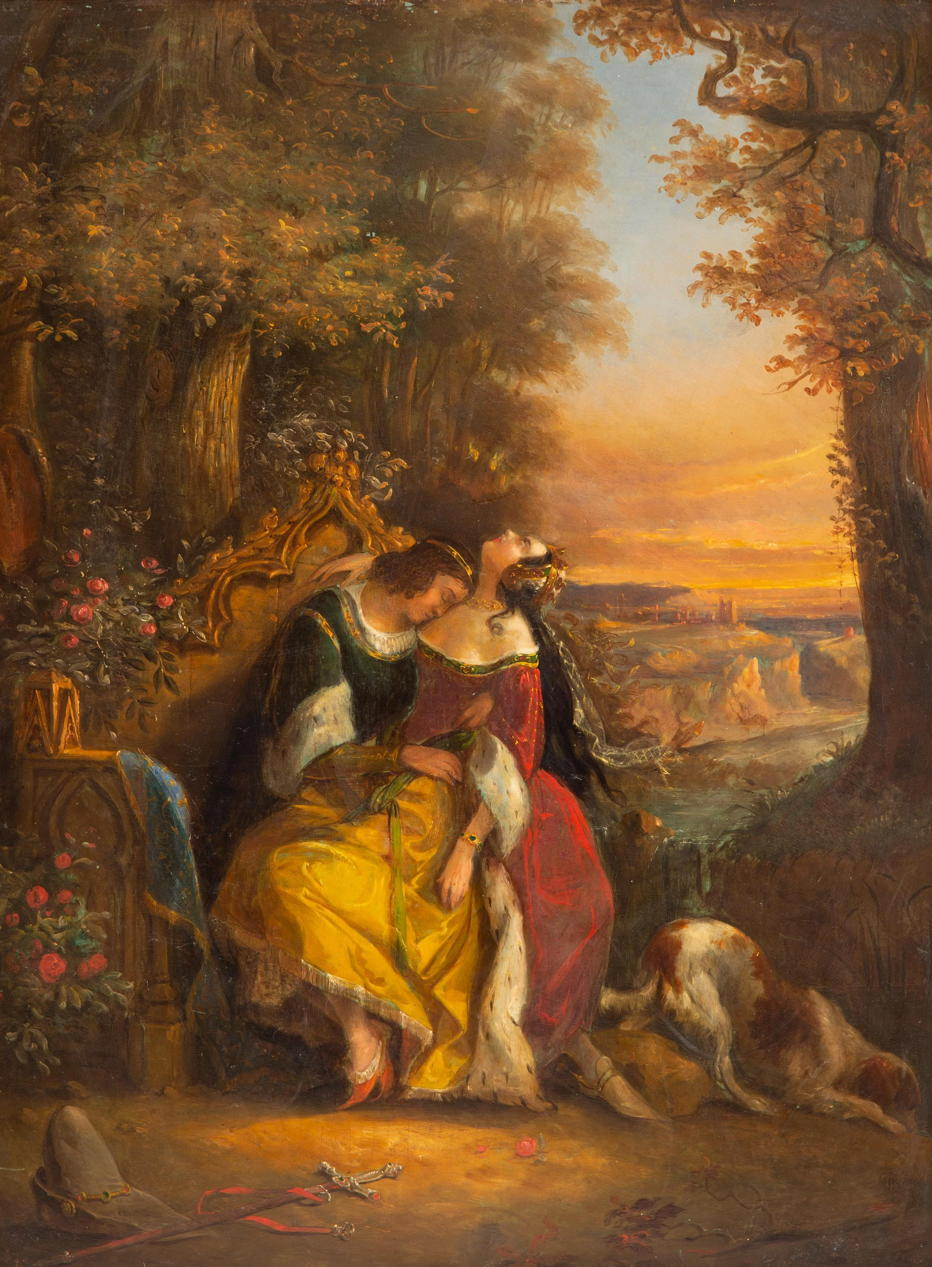
Парізіна Бейкер, 1842
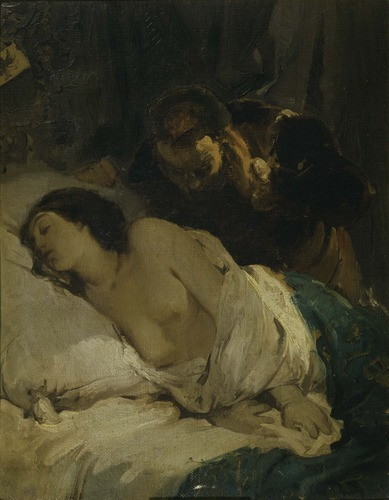
Парізіна Бертіні, 1854